# Sete Brasil
Sete Brasil é uma empresa brasileira de investimentos criada em 2010 e especializada em gestão de portfólio de ativos voltados para a exploração na camada pré-sal.
Formada por um grupo de investidores que reúne fundos de pensão, bancos, fundos e empresas de investimento nacionais e internacionais e a Petrobras, em pouco tempo de existência tornou-se a maior empresa do mundo no mercado de sondas de águas ultraprofundas por número de sondas, além de ser hoje o maior competidor global no setor.
Em 2011 e 2012, a empresa ganhou duas licitações da Petrobras para a construção de 28 sondas de última geração que serão afretados à estatal. Ao todo, ela tem hoje 29 sondas do tipo navios-sonda e semisubmersíveis, atualmente em construção em cinco estaleiros no país. Em fevereiro de 2013 foi anunciado um aporte financeiro de até 2,5 bilhões de reais na empresa, feito pelo Fundo de Investimento do Fundo de Garantia por Tempo de Serviço (FI-FGTS), por meio da aquisição de debêntures da empresa e de cotas do FIP Sondas, um de seus controladores.
Em 2016, o controlador da Sete Brasil reconheceu um prejuízo de 5,6 bilhões de reais no investimento feito na companhia criada para gerenciar as sondas do pré-sal, representando uma desvalorização de 65% no fundo em 15 meses, segundo dados registrados na Comissão de Valores Mobiliários. Dentro do FIP Sondas estão os fundos de pensão Previ, Funcef, Petros e Valia, os bancos BTG Pactual, Bradesco e Santander, o FI-FGTS e a própria Petrobras.

## Atuação
A Sete Brasil é responsável na gestão de todo o processo relativo às sondas, desde a contratação dos estaleiros que construirão os ativos, passando pela fiscalização e acompanhamento das obras e reporte à Petrobras e a seus acionistas do processo como um todo.
Com as garantias financeiras e investimentos, aliados a parcerias estratégicas com grandes estaleiros e empresas operadoras, ela trabalha para mitigar os riscos de uma atividade nova no Brasil e fundamental para o crescimento do país. As sondas, após entregues, serão operadas por sete empresas, sócias  em cada um dos equipamentos.
As sondas estão sendo construídas em território brasileiro, de acordo com a lei do conteúdo local, da Agência Nacional do Petróleo, Gás Natural e Biocombustíveis (ANP). A primeira sonda está prevista para entrar em operação em 2015 e a última em 2020. Todo esse processo irá gerar cerca de 100 mil empregos diretos e indiretos no País.

## Accionistas
A Sete Brasil tem hoje os seguintes estaleiros e operadores em sua carteira de accionistas:[carece de fontes?]
Estaleiros:
- Estaleiro Atlântico Sul (Pernambuco)
- BrasFels / KeppeFELS Brasil (Rio de Janeiro)
- Estaleiro Rio Grande (Rio Grande do Sul)
- Estaleiro Jurong Aracruz (Espírito Santo)
- Estaleiro Enseada do Paraguaçu (Bahia)

Operadores:
- Queiroz Galvão Óleo e Gás
- Odfjell Drilling
- Odebrecht Oil & Gas (atual Novonor)
- OAS Óleo e Gás
- Seadrill
- Petrobras

## Operação Lava Jato
Os procuradores da força-tarefa do Ministério Público Federal (MPF), ao examinar os contratos da Sete com estaleiros como o OSX, identificaram o funcionamento do esquema de forma orgânica. O lobista da Petrobras Zwi Skornicki, operava para o estaleiro Keepel Fels e combinava preços com os demais representantes. Zwi foi preso pela Polícia Federal (PF) no mesmo dia que o publicitário do PT João Santana e sua mulher, Mônica Moura. A ligação dos três foi descoberta pela Lava Jato meses antes, graças a um bilhete de Mônica encontrado com Zwi, com instruções sobre como depositar recursos em suas contas bancárias no exterior.

## Recuperação Judicial
Em junho de 2016, entrou em recuperação judicial com endividamento de 19,3 bilhões de dólares. A companhia não conseguiu resolver um impasse com a Chubb, a seguradora-líder da proteção aos 16 navios-sonda que estão em construção. Cada sonda é avaliada entre 800 milhões e 900 milhões de dólares.